# 크레시앙퐁티외

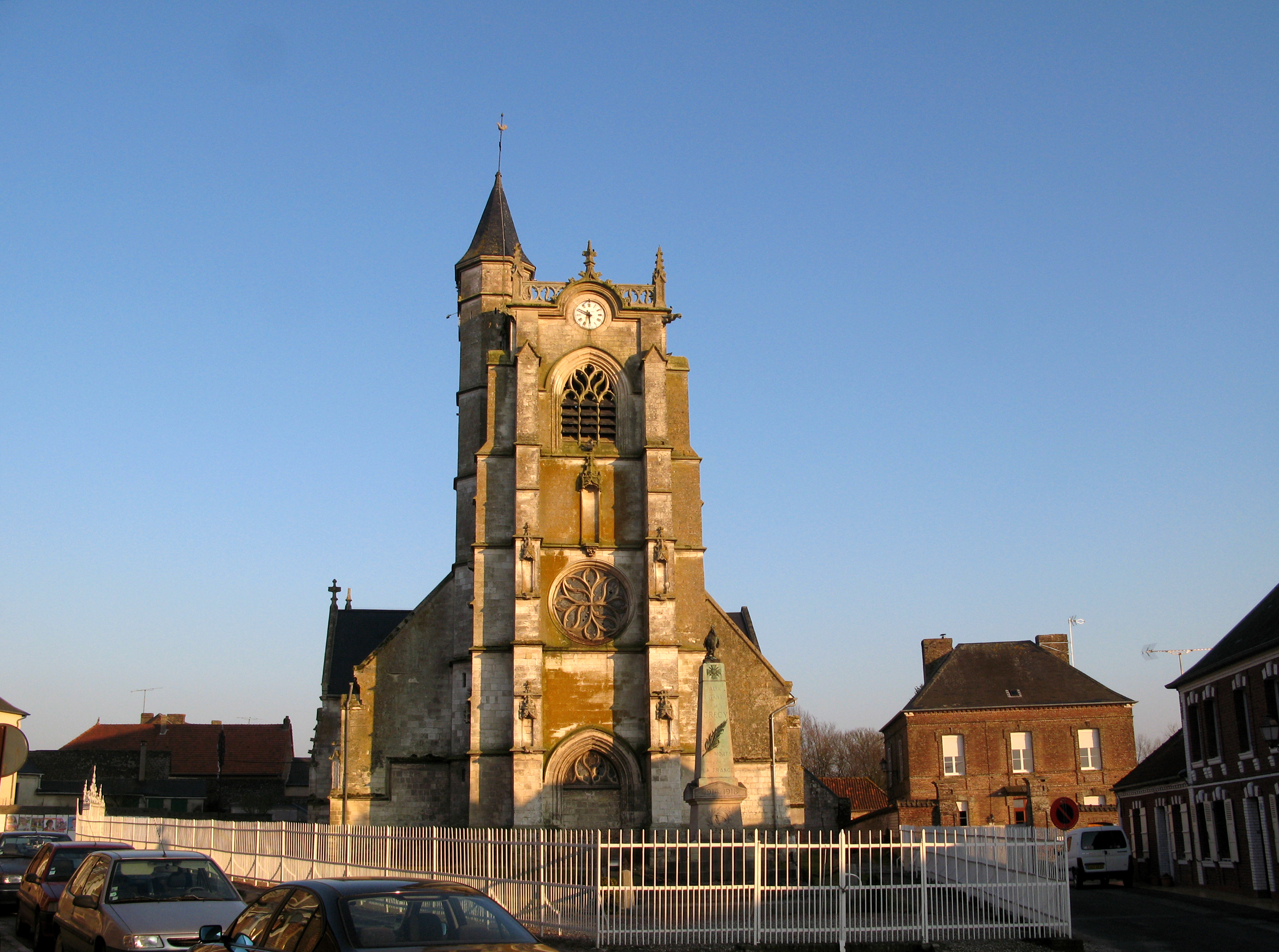
크레시앙퐁티외 교회

크레시앙퐁티외(프랑스어: Crécy-en-Ponthieu)는 프랑스 피카르디 솜주에 위치한 도시로 면적은 56.55km2, 인구는 1,594명(2006년 기준), 인구 밀도는 28명/km2이다.
칼레 남쪽에 위치한다. 1346년에 일어난 백년 전쟁의 전투인 크레시 전투가 일어난 곳이다.